# Dana Rohrabacher
Dana Tyrone Rohrabacher (Coronado, 21 giugno 1947) è un politico statunitense, membro della Camera dei Rappresentanti per lo Stato della California dal 1989 al 2019.

## Biografia
Di origini tedesche, Rohrabacher studiò alla University of Southern California e successivamente lavorò come collaboratore di Ronald Reagan. Entrato in politica nelle file dei repubblicani, nel 1988 Rohrabacher si candidò alla Camera dei Rappresentanti per il seggio vacato da Dan Lungren. Con l'appoggio pubblico dell'amico Oliver North, Rohrabacher riuscì a farsi eleggere deputato e negli anni successivi venne riconfermato con alte percentuali di voto. Rohrabacher è considerato un repubblicano di vedute conservatrici, soprattutto in materia sociale. Coniugato con Rhonda Carmony, nel 2004 Rohrabacher è divenuto padre di tre gemelli.